# 唐祖宣
唐祖宣（1942年—），男，汉族，河南邓州人，中华人民共和国中医学家，邓州市中医院院长，中国共产党党员，第十二届全国人民代表大会河南地区代表。

## 生平
2008年起担任全国人大代表。2013年，担任全国人大代表。